# Manucomplanus
Manucomplanus is een geslacht van kreeftachtigen uit de klasse van de Malacostraca (hogere kreeftachtigen).

## Soorten
- Manucomplanus cervicornis (Benedict, 1892)
- Manucomplanus longimanus (Faxon, 1893)
- Manucomplanus spinulosus (Holthuis, 1959)
- Manucomplanus ungulatus (Studer, 1883)
- Manucomplanus varians (Benedict, 1892)